# Herbert Blankenhorn
Pour les articles homonymes, voir Blankenhorn.
Herbert Blankenhorn  (15 décembre 1904 à Mulhouse- 10 août 1991 à Badenweiler) est un homme politique allemand. Il fut ambassadeur auprès de l'OTAN en 1955.

## Biographie
Herbert Blankenhorn devient membre du NSDAP en 1938. Après la Seconde Guerre mondiale, il est l'un des fondateurs puis le secrétaire général de l'Union chrétienne-démocrate d'Allemagne (CDU). Proche conseiller du Chancelier Konrad Adenauer, il tient un rôle prépondérant dans la création de l'État ouest-allemand ainsi que dans la création de la Communauté européenne du charbon et de l'acier (CECA).
Blankenhorn entre ensuite dans la diplomatie. Il devient successivement ambassadeur de la République Fédérale d'Allemagne auprès de l'OTAN (1955), en France (1958), puis en Grande-Bretagne (1965), avant de prendre sa retraite.